# Torpedo Mikołajów
Torpedo Mikołajów (ukr. Футбольний клуб «Торпедо» Миколаїв, Futbolnyj Kłub "Torpedo" Mykołajiw) – ukraiński klub piłkarski z siedzibą w Mikołajowie.

## Historia
Chronologia nazw:
- 1954—199?: Awanhard Mikołajów (ukr. «Авангард» Миколаїв)
- 2001—...: Torpedo Mikołajów (ukr. «Торпедо» Миколаїв)

Piłkarska drużyna Awanhard Mikołajów została założona w mieście Mikołajów w latach 1954–1955 i reprezentowała miejscowy zakład JuTZ "Zoria".
Zespół występował w rozgrywkach lokalnych mistrzostw i Pucharu obwodu mikołajowskiego oraz w rozgrywkach Mistrzostw Ukraińskiej SRR spośród drużyn amatorskich. Niejednokrotnie był bliski awansu do profesjonalnej ligi Mistrzostw ZSRR, ale zawsze w barażach ustępował klubowi Sudnobudiwnyk Mikołajów.
Dopiero w 2001 klub nastąpiło odrodzenie klubu. Została reorganizowana materialna baza klubu, która jest podporządkowana NPK "Zoria-Maszprojekt". Zespół występuje w rozgrywkach lokalnych mistrzostw i Pucharu obwodu mikołajowskiego oraz w rozgrywkach Amatorskich Mistrzostw Ukrainy. Klub ma własną Szkołę Piłkarską. Spośród jej wychowanków znani piłkarze Nikita Rukavytsya, Wjaczesław Czeczer, Denys Wasin, Serhij Litowczenko, Andrij Raspopow.

## Sukcesy
- brązowy medalista Mistrzostw Ukraińskiej SRR spośród drużyn amatorskich: 1958
- finalista Puchar Ukraińskiej SRR spośród drużyn amatorskich: 1963
- amatorski wicemistrz Ukrainy: 2008, 2009
- finalista Amatorskiego Pucharu Ukrainy: 2007
- mistrz obwodu mikołajowskiego: 1958, 1959, 1960, 1961, 1963, 1965, 1982, 2005, 2006, 2008, 2010, 2011
- zdobywca Pucharu obwodu mikołajowskiego: 1959, 1960, 1963, 1965, 1974, 2007, 2008, 2011, 2012
- zdobywca Superpucharu obwodu mikołajowskiego: 2006, 2007, 2008, 2010, 2011

## Znani piłkarze
- Nikita Rukavytsya

## Inne
- MFK Mikołajów